# Apokalypsis
Ἀποκάλυψις, також відомий просто як Apokalypsis — це другий студійний альбом американської співачки-композиторки та однойменного гурту Челсі Вулф, випущений 23 серпня, 2011 року.

## Походження окремих композицій
Композиції «Demons» та «Moses» — це перезаписи двох пісень, які раніше появилися у попередньому альбомі Челсі — The Grime and The Glow — під назвами «Bounce House Demons» та «Moses» відповідно.

### Мистецька концепція обкладинки
Обкладинка альбому, як висловилася Челсі Вулф під час інтерв'ю для журналу Self-titled Magazine, пояснюється так:

| «…із очима, покритими більмом, це мало б репрезентувати відчуття божественного прозріння та позитивність усвідомлення та сприйняття істини, незалежно від того, яка вона — прекрасна чи огидна.» Оригінальний текст (англ.) «...with the eyes blanked out in white, is meant to represent a sense of epiphany and the positivity in realizing and accepting truths, whether they are beautiful or hideous.» |

## Сприйняття альбому
Вебсайт Metacritic повідомив про присвоєння альбому Apokalypsis середньої оцінки у 67 балів (зі 100), основою для якої стали 5 критичних оглядів, що означає «у цілому схвальне сприйняття».

Саша Патпатіа із CMJ висловилась стосовно альбому:

| «Таким пісням як „Wasteland“ та „Pale On Pale“ бракує енергії, і вони могли б бути забутими серед сильніших композицій альбому. Інструментальна насиченість кожної пісні, однак, дуже багата, вишукана — так, наче музика виткана й пронизана крізь всі пісні альбому, що й робить Apokalypsis єдиним цілим.» Оригінальний текст (англ.) [«Songs like 'Wasteland' and 'Pale On Pale' drop the energy and could easily be forgotten among the stronger tracks on the album. The instrumentation on each song, though, is rich and brooding, weaving a distinguishable sound that suitably ties Apokalypsis together.» ] Помилка: [undefined] Помилка: {{Lang}}: немає тексту (допомога): текст вже має курсивний шрифт (допомога) |
| «„Movie Screen“ — просто неймовірна. Складається враження, наче вона з іншого виміру. До того ж — це перша композиція Челсі, у якій по-справжньому представлений її дивовижний, глибокий вокальний діапазон. Ця пісня — наймоторошніша композиція з цілого альбому, навіть зловісніша, ніж „Primal/Carnal“, оскільки видається набагато більш особистою, аніж саундтрек до фільму жахів.» Оригінальний текст (англ.) «'Movie Screen' is stunning. It seems otherworldly and is the first real sample of Wolfe's amazing and deep vocal range. This song is the spookiest track on the album, even creepier than 'Primal/Carnal' because it feels much more personal than the horror-film soundtrack.» |
Девід Рапоза із Pitchfork Media зауважив:

| «Вона здатна відтворити загальну млявість та невпевнені, пробні ритми епохи альбому Dummy гурту Portishead (на „Movie Screen“), робить враження суперфана Золи Джізес та її альбому The Spoils (у композиції „The Wasteland“), імітує раннього Пі Джей Харві (у вдало найменованій композиції „Moses“), і навіть відтворює холодну привабливість та безладну гармонію The Knife (у „Friedrichshain“). Це, звичайно, говорить позитивно про можливості Челсі Вулф успішно відтворювати всі ці, такі різні, стилі, але ця музика каже мало про те, ким є сама Челсі.» Оригінальний текст (англ.) [«She's able to approximate the general pallor and stuttering sample-based rhythms of Dummy-era Portishead (on 'Movie Screen'), makes like a superfan of Zola Jesus' The Spoils (on 'The Wasteland'), apes early PJ Harvey (on the fittingly titled 'Moses'), and even recalls the icy allure and off-kilter harmonies of The Knife (on 'Friedrichshain'). It speaks favorably to Wolfe's abilities that she's able to approximate all these different styles successfully, but these tracks don't say much about who Wolfe actually is.» ] Помилка: [undefined] Помилка: {{Lang}}: немає тексту (допомога): текст вже має курсивний шрифт (допомога) |

## Список треків
Автор музики і слів Chelsea Wolfe. 
| #   | Назва                            | Тривалість |
| --- | -------------------------------- | ---------- |
| 1.  | «Primal/Carnal»                  | 0:25/1:05  |
| 2.  | «Mer»                            | 3:44       |
| 3.  | «Tracks (Tall Bodies)»           | 4:00       |
| 4.  | «Demons»                         | 3:14       |
| 5.  | «Movie Screen»                   | 5:34       |
| 6.  | «The Wasteland»                  | 4:03       |
| 7.  | «Moses»                          | 4:07       |
| 8.  | «Friedrichshain»                 | 2:43       |
| 9.  | «Pale on Pale»                   | 6:59       |
| 10. | «To the Forest, Towards the Sea» | 2:41       |

## Учасники
Гурт
- Челсі Вулф — вокал, гітара, продюсер
- Бен Крісгольм — синтезатор, бек-вокал, продюсер
- Кевін Доктер — соло-гітара
- Дрю Вокер — ударні
- Едісон Кварльз — баси

Пост-обробка
- Айра Скіннер — звукорежисер